# Antillotyphlops monastus
Antillotyphlops monastus är en ormart som beskrevs av THOMAS 1966. Antillotyphlops monastus ingår i släktet Antillotyphlops och familjen maskormar.
Denna orm förekommer endemisk på Montserrat i Västindien. Den lever i torra skogar, buskskogar och på odlingsmark. Honor lägger ägg.
Troligtvis påverkas beståndet av vulkanutbrott. Antagligen dödas några exemplar av införda katter. IUCN listar arten som nära hotad (NT).

## Underarter
Arten delas in i följande underarter:
- A. m. monastus
- A. m. geotomus